# Batman/Lobo
Batman/Lobo est un comics américain de Batman réalisé par Alan Grant (scénario) et Simon Bisley (dessin). Ce comics appartient à la collection Elseworld ce qui signifie que les événements n'appartiennent pas à la continuité de l'univers DC.

## Synopsis
Le criminel Scarface a engagé Lobo pour qu'il élimine le Joker. Mais celui-ci propose à Lobo un nouveau contrat avant qu'il ne le tue : discréditer Batman.

## Personnages
- Batman/Bruce Wayne
- Lobo

## Éditions
- 2000 : Batman/Lobo (Semic, Batman Hors Série).